# فالكون 9 الرحلة 21

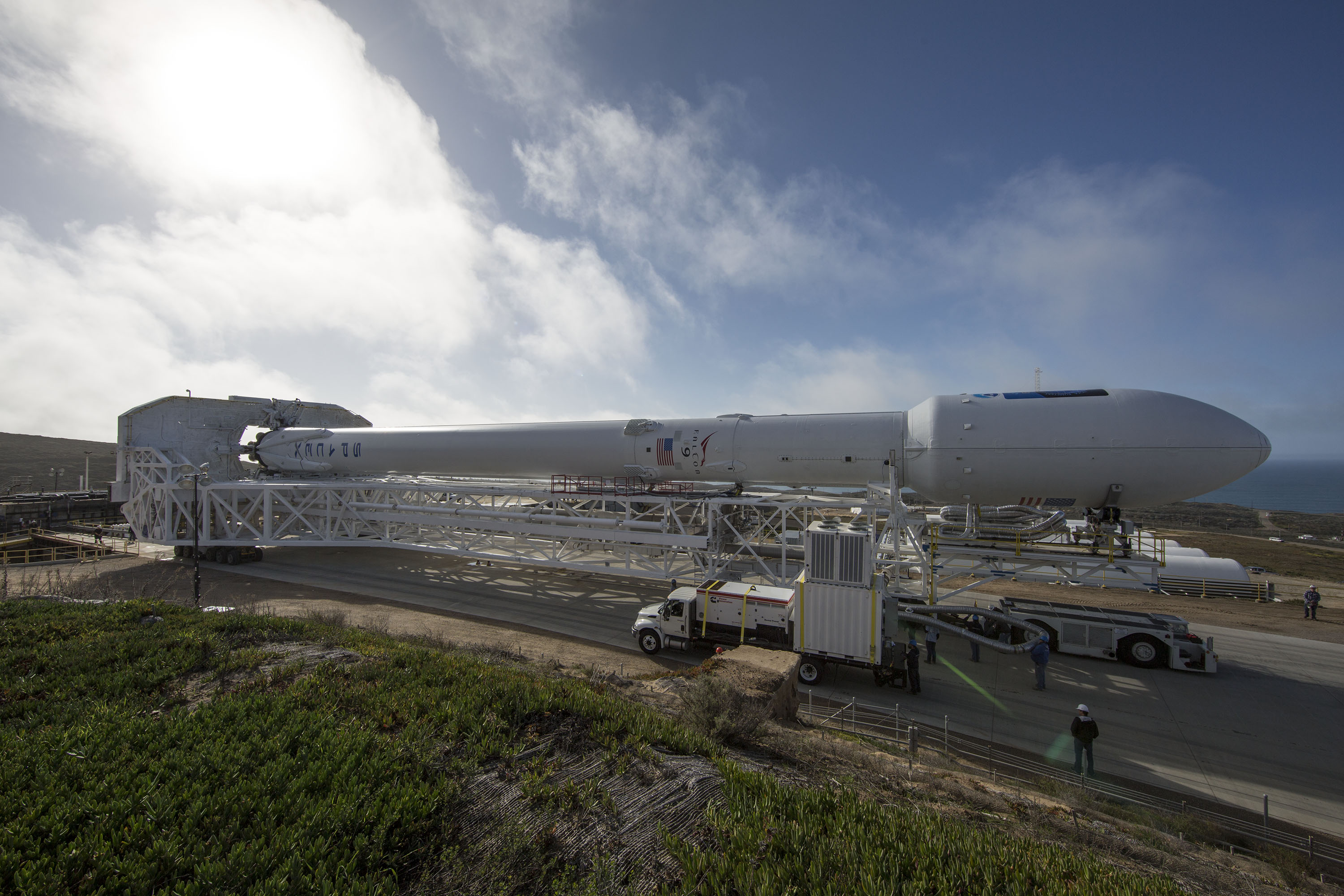
فالكون 9 أثناء نقله يوم 15 يناير 2015.

فالكون 9 الرحلة 21 (والمعروفة أيضا باسم جايسون 3) هو صاروخ فالكون 9 تابع للمؤسسة الأمريكية لتكنولوجيا الفضاء سبيس إكس. كان الإطلاق يوم 17 يناير 2016 في تمام الساعة 18:42 وفق التوقيت العالمي المنسق، من قاعدة فاندنبرج للقوات الجوية الأمريكية في ولاية كاليفورنيا. وكان هدف الرحلة هو حمل قمر صناعي لرصد الأرض يطلق عليه جايسون 3 Jason-3 التابع لوكالة ناسا والإدارة الوطنية للمحيطات والغلاف الجوي والمركز الوطني الفرنسي.
كان هذا هو الإطلاق الثاني التي تقوم به المؤسسة الأمريكية لتكنولوجيا الفضاء سبيس إكس بعد الفشل الكارثي لصاروخ Falcon 9 v1.1 في يناير 2015. وقد جرى إعادة تصميم بعض أجزاء جسم الصاروخ تنفيذا لقرارات اللجنة المسئولة عن التحقيق في فشل عملية الإطلاق.

## تاريخ الإطلاق
بدأت المؤسسة الأمريكية لتكنولوجيا الفضاء سبيس إكس بالتفكير في إطلاق الصاروخ جايسون 3 مع بداية يوليو 2013، على أن يكون الإطلاق بعد عام 2015.
جرى اختبار الطاقة اللازمة لإطلاق الصاروخ في 11 يناير 2016، وكان الاختبار ناجحا. انتهى الفحص الكامل لجميع مكونات الصاروخ والتأكد من جاهزية الإطلاق في 15 يناير 2015.

## الحمولة
كانت حمولة الرحلة 21 هو قمر صناعي لرصد الأرض يطلق عليه جايسون 3 تكملة لبعثة طبوغرافية سطح المحيط جايسون 2، وجايسون 1 الذي جرى إطلاقه في عام 2001.
كان جايسون 3 نتيجة تعاون مشترك لأربع وكالات دولية وهى: وكالة ناسا والإدارة الوطنية للمحيطات والغلاف الجوي والمركز الوطني الفرنسي وويومتسات (المنظمة الأوروبية لاستغلال سواتل الأرصاد الجوية). وقد قامت المؤسسة الفرنسية تاليس إلينيا سبيس ببناء المركبة الفضائية وتزويدها بمعدات الملاحة الجوية ومعدات الاتصال.
بلغ وزن جايسون 3 عند الإطلاق 525 كيلوجرام (1,157 رطل) 525 كيلوغرام (1,157 رطل) at launch, ووصلت بنجاح إلي مدارها بعد حوالي 56 دقيقة من عملية الإقلاع .

## اختبار الهبوط

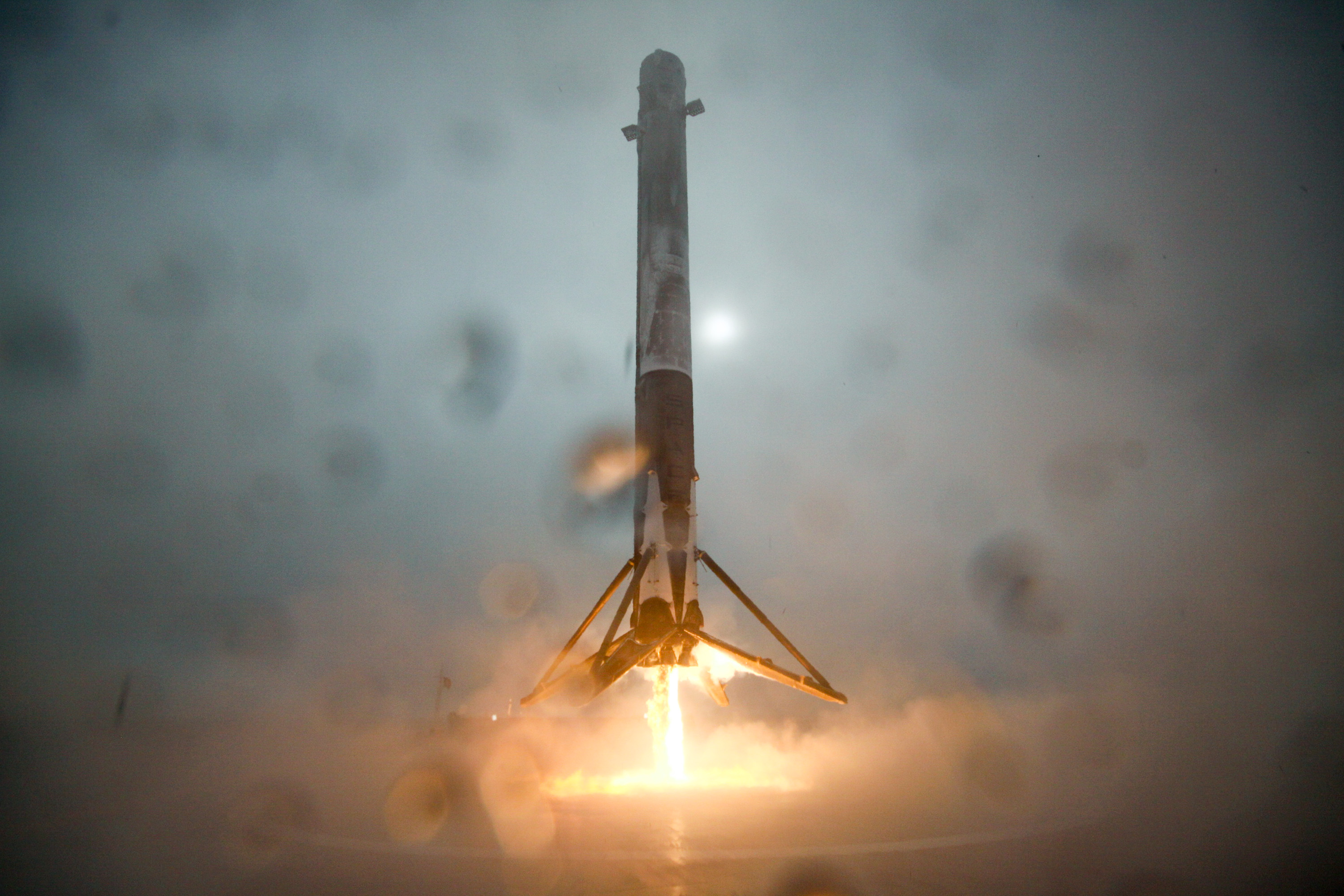
المرحلة الأولي لهبوط فالكون 9 الرحلة 21 في 17 يناير 2016

تبعا للوثيقة المقدمة في شهر يناير للجهات الرقابية في الولايات المتحدة لعام 2015, أكدت سبيس إكس أن الهبوط سيكون عموديا ومتحكم به كما يحدث في رحلات الطيران الاختباري. وسيكون الهبوط على الساحل الغربي للولايات المتحدة 
استغرقت الرحلة 9 دقائق تقريبا. وأعلن إيلون ماسك بأن المرحلة الأولي هبطت بنجاح.